# Century (Schriftart)

Specimen: Century Schoolbook

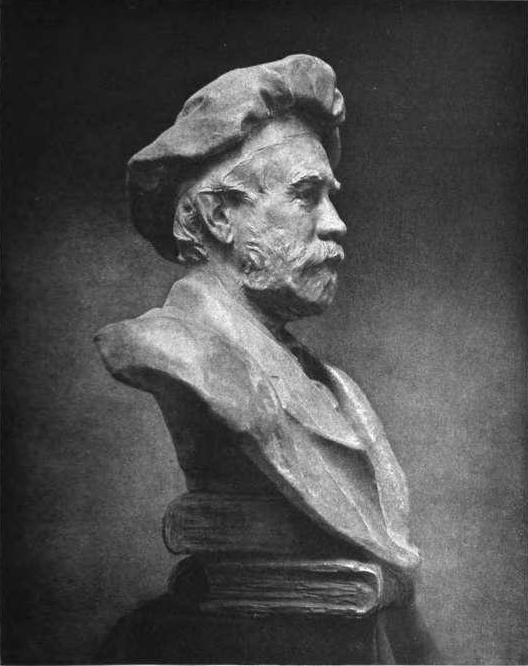
Büste von Theodore Low De Vinne

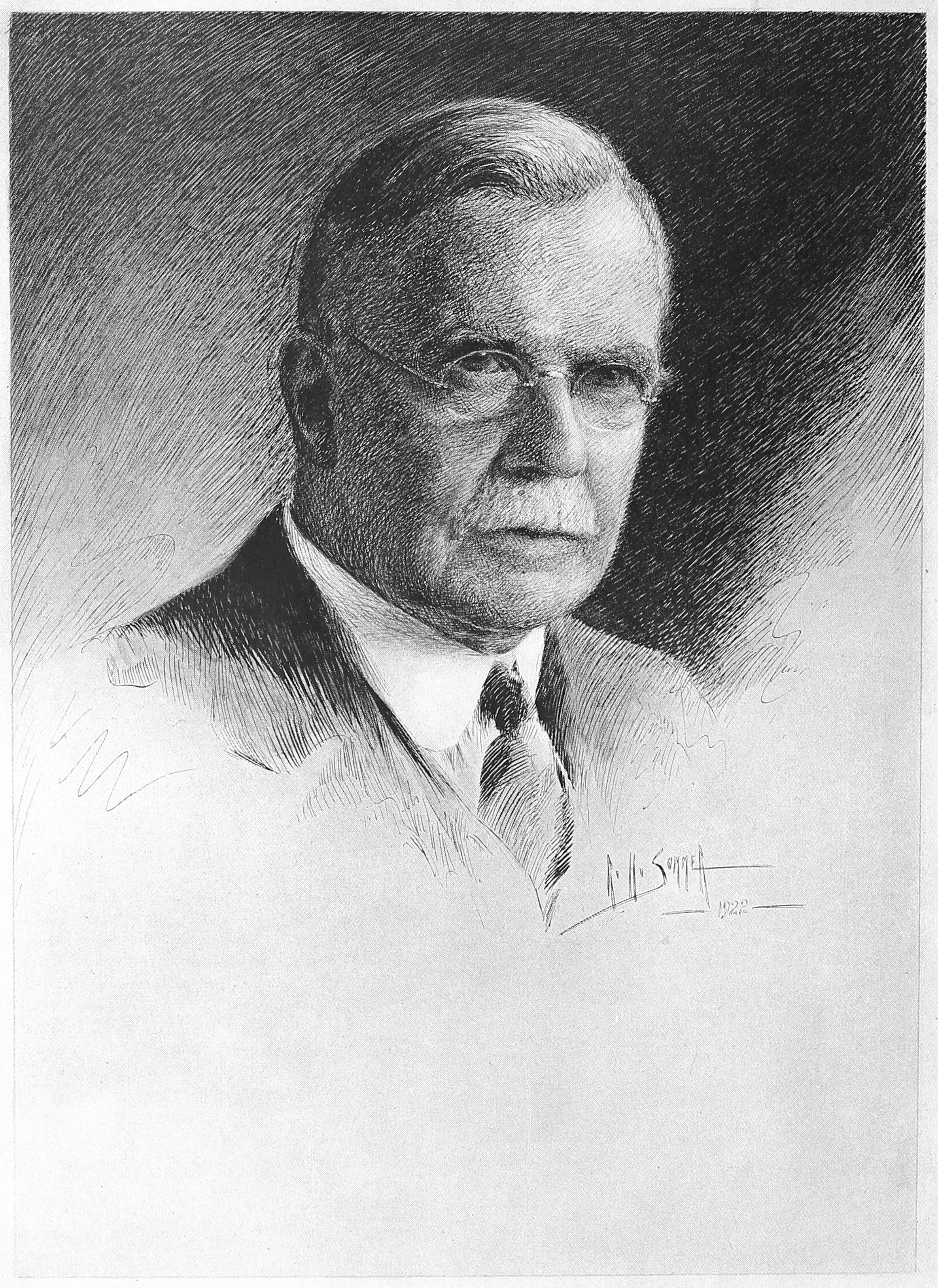
Linn Boyd Benton, gezeichnet von R. H. Sommer (1922)

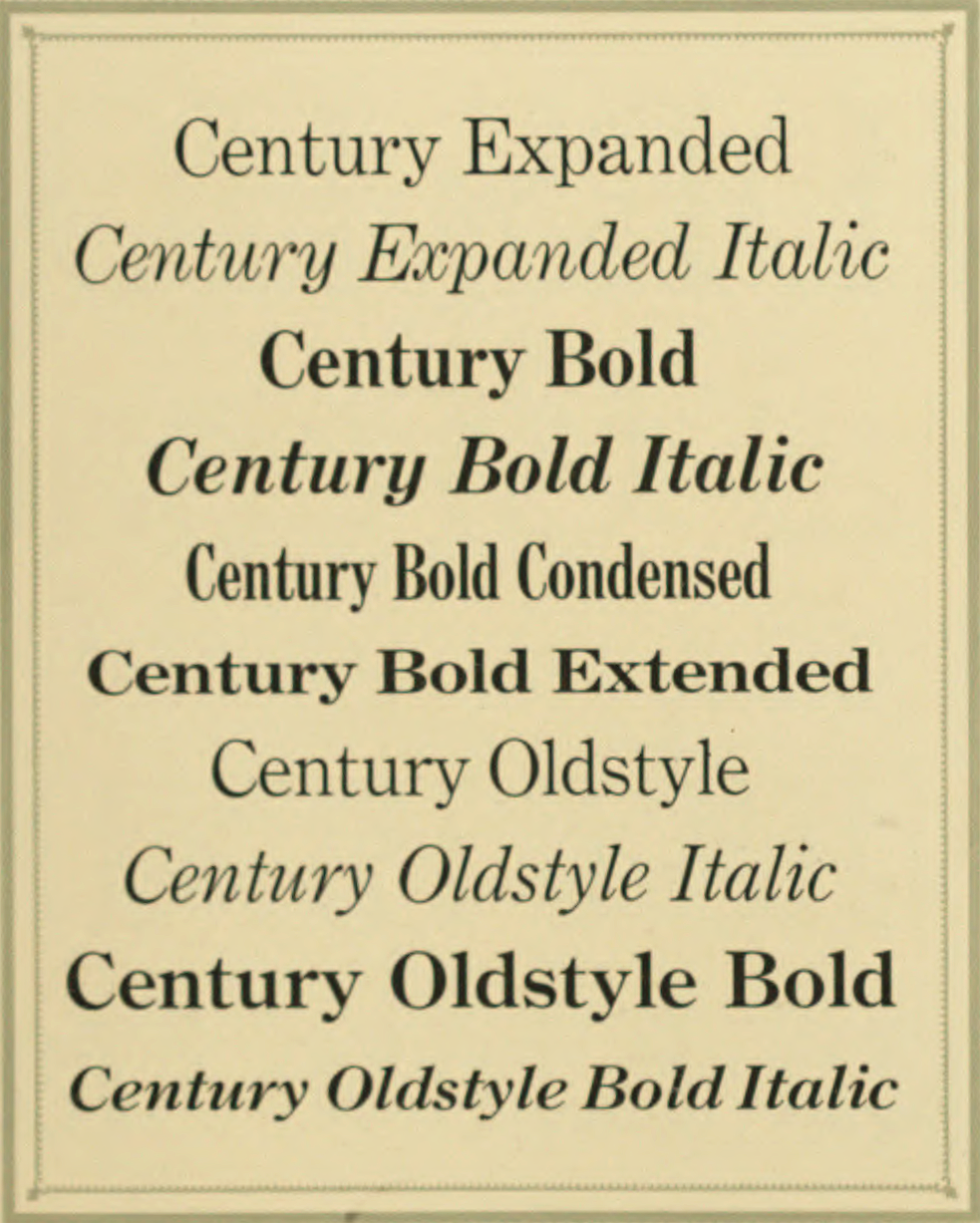
Schriftprobe von Century und Century Old Style

Die Century ist eine US-amerikanische Serifen-Schriftart, die zum Beginn des 20. Jahrhunderts entstand. Gestaltet wurde sie von Linn Boyd Benton und seinem Sohn Morris Fuller Benton, vermarktet von dem Schriftgießereien-Zusammenschluss ATF (American Type Founders), in dem beide Bentons führende Positionen innehatten.
Aufgrund der nur schwer zu überblickenden Anzahl von Versionen, welche seit ihrem Ersterscheinen auf den Markt kamen, und den zum Teil erheblichen Unterschieden im Erscheinungsbild wird die Century weniger als Einzelschrift angesehen denn als Schriftfamilie mit einer Reihe von Verzweigungen. Kommerziell erfolgreich waren vor allem zwei Varianten – die Century Old Style und die (New) Century Schoolbook. Eine gewisse Nähe zur Times ist zum einen durch ihre platzsparende – vor allem bei den Nicht-Schoolbook-Versionen zutage tretende – Gestaltung gegeben. Mit der Times vergleichbar ist darüber hinaus ihre gestalterische Schnörkellosigkeit. Ebenso wie die Times erfuhren auch die Century-Schriften durch den Computersatz ihre heutige weite Verbreitung – nicht zuletzt durch den Umstand, dass die Century Schoolbook Teil des Microsoft-Office-Pakets ist.

## Geschichte
Die „Ur-Century“ entstand im letzten Jahrzehnt des 19. Jahrhunderts. Theodore Low De Vinne, Typograf und Verleger, gab beim Leiter der ATF, Linn Boyd Benton, eine Schrift in Auftrag für das von ihm herausgegebene Century Magazin. Die neue Schrift sollte sich von den seinerzeit gebräuchlichen neoklassizistischen Schriften abheben, mit einem robusteren Erscheinungsbild aufwarten und mit einem ökonomisch-sparsamen Platzbedarf aufwarten. Ästhetische Überlegung war, dass De Vinne – ebenso wie der mit ihm befreundete Drucker und Arts-and-Crafts-Begründer William Morris – auf Abstand gehen wollte zu den zeitgenössischen, von Morris wie ihm selbst als „verweichlicht“ angesehenen Scotch-Roman-Schriften. Ergebnis war die erste, 1894 fertiggestellte Century-Version. De Vinne war mit dem Ergebnis zwar zufrieden. Kundenseitig wurden allerdings bald Wünsche nach einer optimierten Version laut. Ergebnis war Century Nummer zwei – bekannt auch unter der Bezeichnung Century Expanded.
Kommerziell waren die beiden ersten Varianten wenig erfolgreich. Das änderte sich erst mit der dritten Version – der 1906 auf den Markt gebrachten Century Old Style. Die – von Vater und Sohn Benton in Co-Produktion entworfene Century Old Style unterschied sich von den Vorversionen zum Teil erheblich. Hauptmerkmal war die vergleichsweise kräftigere Ausprägung der Strichstärke. In den Folgejahren wurde die „Old Style“ mit weiteren Schnitten bestückt. Einen weiteren Erfolg konnte die Century-Familie mit der 1918 auf den Markt gebrachten Century Schoolbook erzielen. Auftraggeber diesmal: der Schulbuchverlag Ginn & Co. Profil der neuen Variante: eine insgesamt breitere Zeichengestaltung und eine noch stärker auf den Faktor Leserlichkeit abgestellte Zurichtung.
Beide Hauptvarianten – Century Old Style sowie die (allein von Morris Fuller Benton gestaltete) Century Schoolbook – entwickelten sich im Verlauf der ersten Jahrhunderthälfte zu stark nachgefragten und von Kooperationspartnern wie zum Beispiel Linotype und Monotype übernommenen Schriften. Aufgrund der verstärkten Verbreitung serifenloser Schriften geriet die Century in der zweiten Jahrhunderthälfte zunehmend ins Hintertreffen. In den 1960er- und 1970er-Jahren erfolgten drei unterschiedliche Relaunches: einmal in Form der Century Nova (1964; Designer: Charles Hughes), einmal als ITC Century (1975; Designer: Tony Stan) und einmal als New Century Schoolbook (1980; Designer: Matthew Carter). Während die Century Nova die letzte Erweiterung unter der Ägide der ATF war, verfolgte das New Yorker Schriftenlabel International Typeface Corporation die Strategie, seinen Bestand an Serifenschriften auszubauen. Die New Century Schoolbook schließlich entstand im Auftrag des Setzmaschinenherstellers Linotype.

## Versionen
Die Anzahl der Century-Varianten und Abwandlungen bewegt sich – je nach Auslegung – im unteren bis mittleren zweistelligen Bereich. Praxisrelevant sind vor allem drei „Basisversionen“: Century Old Style, die ITC Century und die New Century Schoolbook. Aus typologischer sowie entstehungsgeschichtlicher Warte sind sechs bis sieben unterschiedliche Versionen bedeutsam:
- Century und Century Expanded. Die 1894 beziehungsweise 1900 entstandenen Varianten weisen deutlicher als die danach entstandenen Bezüge auf die neoklassizistischen Scotch-Roman-Schriften auf: erkennbar etwa an den eingekehlten Serifenformen, den vergleichsweise hohen Strichkontrasten und der platzeinnehmenden, statisch wirkenden Zeichenzurichtung. Beide enthalten nur einen beziehungsweise zwei Schnitte (die Expanded zusätzlich eine Italic-Variante). Ansonsten unterscheiden sich die beiden Versionen nur minimal.[5]

- Century Old Style. Der 1906 auf den Markt gebrachte Nachfolger unterscheidet sich von den beiden ersten Prototypen vor allem durch eine etwas kräftigere, kontrastärmere Zurichtung. Zusätzliche Unterschiede gibt es auch bei einer Reihe von Zeichen. Während das große „G“ etwa bei den beiden Vorgängern von einer Winkelform abgeschlossen wird, orientiert sich das „G“ der Old Style an der durchgehenden Strichführung typischer Renaissance- und Barock-Antiquas.[6]

- Century Schoolbook. Der „Neustart“ der Century von 1918 ist, anders als die Vorgänger, deutlich platzausgreifender. Hauptmerkmal der Schoolbook-Varianten ist ihre optimierte Leserlichkeit. Gestalterisch ähneln sie stark den von der Clarendon abgeleiteten Ionic-Zeitungsschriften.[7]

- Century Nova. Die letzte Century-Erweiterung unter der Ägide von ATF ist eine Art Condensed-Variante der Century Old Style. Ebenso wie die Century Expanded verfügt sie über lediglich zwei Schnitte: Roman und Italic.[8]

- ITC Century. Die ITC-Version der Century ist in der Strichstärke etwas kräftiger als die Century Old Style, aber ebenso schmallaufend. Schnitttechnisch wartet sie mit vier Strichstärken auf (jeweils plus Kursiv); Besonderheit: ein Ultrabold-Schnitt. Flankierend hinzu kommt eine später hinzugefügte Condensed-Nebenreihe mit gleicher Schnittausstattung. Vom Schriftbild her ähnelt sie stark der Century Nova.[9]

- New Century Schoolbook. Die 1980 auf den Markt gebrachte Linotype-Variante unterscheidet sich von der ATF-Variante durch eine minimal leichtere Gestaltung des Grundschnitts.[10]

Eine unmittelbar auf der Century basierende Schrift ist darüber hinaus die Berthold-Schrift Augustea. Eine neuere Adaptionen ist die Century New Style von Red Rooster Collection. Weitere mit dem Namen oder der Zusatzbezeichnung Century versehene Schriften basieren großteils auf anderen historischen Vorlagen und haben allenfalls in stark allgemeiner Form etwas mit der von ATF auf den Markt gebrachten „Marke“ zu tun. Keine „Century“ ist darüber hinaus der Serifenlosen-Klassiker Century Gothic. Vielmehr handelt es sich hier um eine unabhängig von der Century entwickelte Sans-Serif-Schrift, die zudem weitaus später auf dem Markt erschien.

## Profil und Verbreitung
Die Typografie-Webseite schriftgestaltung.com konstatiert der Century in einem Schrift-Portrait eine Renaissance. Erfolgt sei diese vor allem aufgrund der beiden Relaunches ITC Century sowie New Century Schoolbook. Die Qualitäten der Schrift verortet das Porträt vor allem in ihrer Schnörkellosigkeit und ihrer Leserlichkeit. Das Resümee lautet: „Anmut und Schönheit sind nicht die Stärken der Century-Sippe. Dafür besticht sie durch unbedingte 'Gutlesigkeit', auch in langen Textpassagen.“ Ein ähnliches Eignungsprofil führt Microsoft auf seiner Beschreibungsseite zur Century Schoolbook auf.
Die Frage, in welche Schriftklassifikations-Gruppe Century & Co. einzusortieren sind, lässt sich nur schwer eindeutig beantworten. Der Autor Hans Peter Willberg ordnet sie in seinem Buch Schriften erkennen der Gruppe Serifenbetonte Linearantiqua, Zeitungsschriften zu, gibt allerdings zu, dass diese Übergangsgruppe zwischen klassizistischen Schriften und Slab Serifs eher behelfsmäßiger Natur sei. In seinem 2001 erschienenen Titel Wegweiser Schrift subsumiert Willberg sie unter Statische Antiqua, Untergruppe Zeitungsschriften. Die etwas uneindeutige Zuordnung wird erschwert durch fachtypografische Detailbezeichnungen wie Scotch Roman oder Zeitungsschrift (Ionic), die teilweise nur auf einen bestimmten Zweig der Century-Sippschaft zutreffen.
Der Vertrieb der heute erhältlichen Digitalversionen erfolgt über unterschiedliche Hersteller, darunter Linotype, Bitstream, Scangraphic, URW sowie das Monotype-Schriftenportal MyFonts.com. Die Schriften-Archivseite Fonts in Use listet für die unterschiedlichen Century-Varianten über hundert Praxisbeispielen auf-  Aufgrund ihrer Implementierung im Microsoft-Paket ist sie auch auf Office-Computern weit verbreitet. Wegen ihrer vorrangigen Verwendung als Grund- oder aber Begleitschrift gibt es wenig aufsehenerregende Einsatzbeispiele. Aufgeführt an der Stelle: die bei Fonts in Use mit gelistete Verwendung in dem 2017 publizierten Flyer Architecture + Technology: Pedagogy in an Age of Disruption.